# 布雷西 (埃纳省)
布雷西（法語：Brécy，法語發音：[bʁesi]）是法国上法蘭西大區埃纳省的一个市镇，属于蒂耶里堡区。

## 地理
布雷西（49°8'52"N, 3°25'46"E）面积9.98 平方千米，位于法国上法蘭西大區埃纳省，该省份为法国北部内陆省份，北起北部省，西接索姆省和瓦兹省，东临阿登省和马恩省，西南至塞纳-马恩省，东北部与比利时接壤。
与布雷西接壤的市镇（或旧市镇、城区）包括：乌尔克河畔阿尔芒蒂耶尔、贝聚圣日耳曼、宽西、埃皮耶、罗库尔圣马丹。

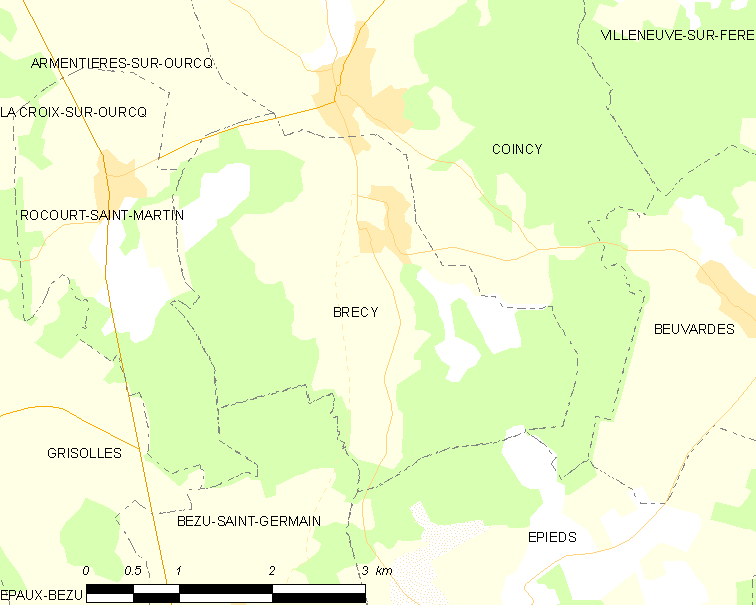
的OSM定位图

布雷西的时区为UTC+01:00、UTC+02:00（夏令时）。

## 行政
布雷西的邮政编码为02210，INSEE市镇编码为02119。

## 政治
布雷西所属的省级选区为蒂耶里堡县。

## 人口

1962-2008年间人口变化图示

布雷西于2022年1月1日时的人口数量为317人。